# Egyesült Kisgazdapárt
Az Egyesült Kisgazdapárt (rövidítve EKGP) egy magyarországi párt. A Független Kisgazdapárt 1992-ben két részre szakadt, 36-an a kormány mellé álltak, és új frakciót hoztak létre EKGP néven, majd 1994-ben megalakították a pártot is. A maradék 12 képviselő alkotta eredeti FKGP frakció ellenzékbe vonult. Az EKGP alapító tagjai eredetileg a Független Kisgazdapárt tagjai voltak. Az EKGP 1994-ben parlamenti párt volt. 1996-ban újraegyesülési megállapodást írtak alá az FKGP-vel, így az EKGP-s politikusok ismét független kisgazdák lettek. A párt 2015-ben megszűnt.